# Blanca Margarete von Valois

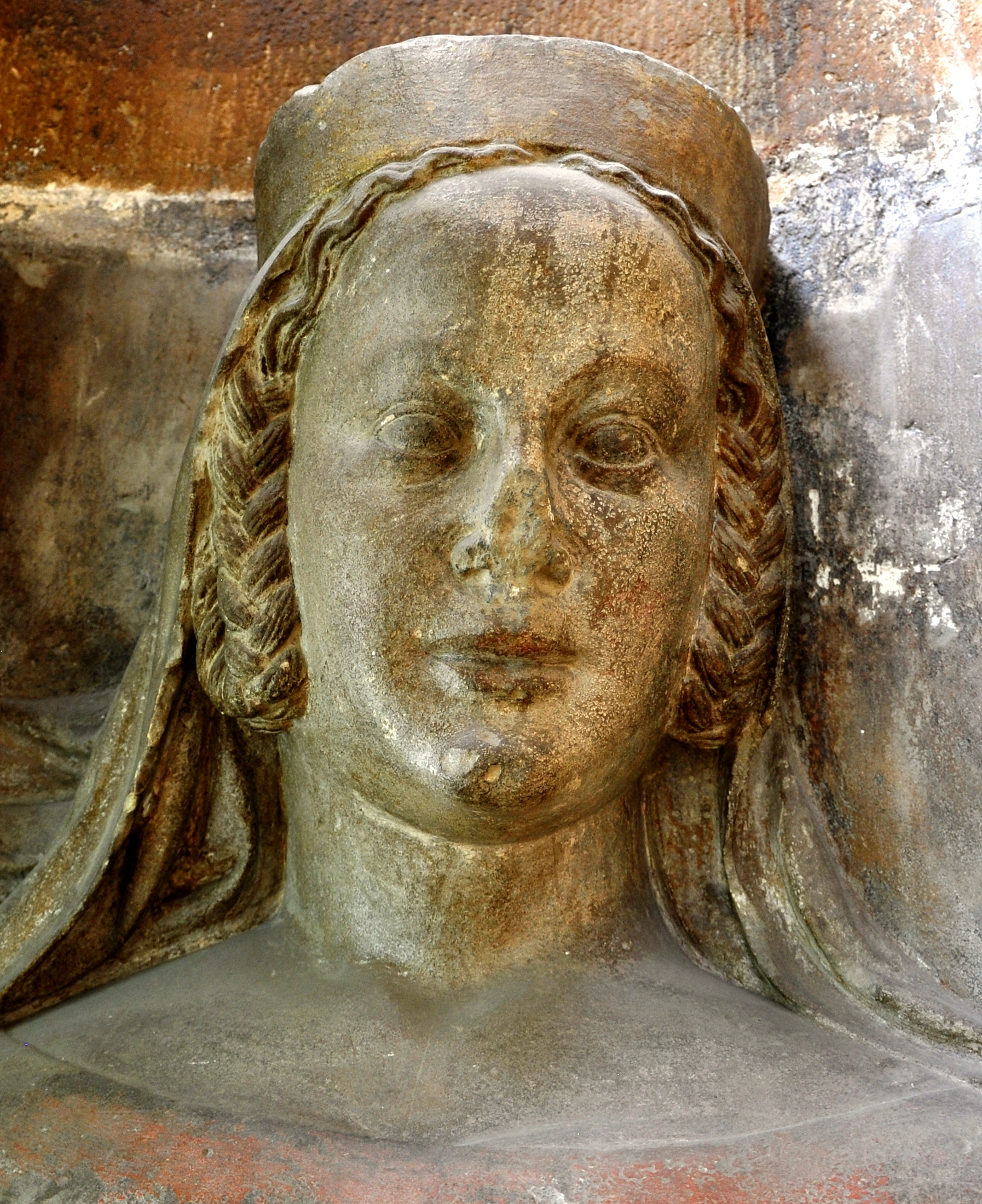
Büste der Königin Blanca von Valois im Prager Veitsdom.

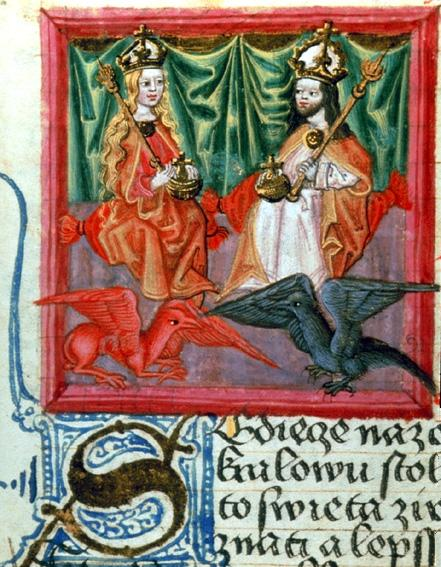
Karl IV. von Böhmen und Blanca von Valois mit königlichen Attributen. Aus einem Manuskript der Autobiographie Karls IV., um 1475. Österreichische Nationalbibliothek, cod. 581, fol. 1r.

Blanca Margarete von Valois (tschechisch Markéta Blanka z Valois; französisch Blanche de Valois) (* 1316 oder 1317; † 1. August 1348 in Prag) war die erste Ehefrau des böhmischen Königs und späteren Kaisers Karl IV.

## Leben
Die französische Prinzessin Blanca Margarete war die jüngste Tochter des Grafen Karl I. von Valois und seiner dritten Frau Mahaut von Châtillon. Sie wuchs am französischen Hof auf. Einen entscheidenden Einfluss auf ihr künftiges Leben hatte Königin Maria, zweite Frau Karls IV. und jüngere Schwester Johanns von Böhmen. Dieser ließ seinen erstgeborenen Sohn ab 1323 ebenfalls am französischen Hof aufziehen. Als Erbe der böhmischen Krone war er eine willkommene Partie. Noch 1323 kam es in Paris zur Vermählung der beiden sieben Jahre alten Kinder. Nach der Zeremonie wurden sie wieder getrennt und verblieben unter der Obhut ihrer jeweiligen Erzieher.
1328 bestieg Blancas älterer Bruder als Philipp VI. den französischen Thron. Philipp und Karl vertrugen sich nicht, und so verließ das jugendliche Ehepaar bald den Pariser Hof und ließ sich in Luxemburg nieder. Karl musste jedoch umgehend seinem Vater nach Italien folgen, wo er die Funktion des Statthalters in der Lombardei übernehmen sollte. Ab 1333 hielt er sich als Markgraf von Mähren in den Ländern der böhmischen Krone auf. Erst 1334 ließ er Blanca aus Luxemburg nachkommen. Am 12. Juni zog sie mit ihrem Gefolge feierlich in Prag ein.
Obwohl der böhmische Adel und die Bevölkerung die Franzosen zunächst begeistert empfangen hatten, schickte Karl die Ritter seiner Frau nach einem Monat wieder fort. Sein Vater hatte die königlichen Güter zu einem beträchtlichen Teil verpfändet, und zum Unterhalt von Blancas Gefolge fehlte dem jungen Markgrafen das Geld. Auch kam unter dem Adel die Befürchtung auf, die Fremden würden einen zu großen Einfluss auf den Thronfolger ausüben. Blanca lernte bald deutsch und tschechisch, was positiv bewertet wurde und zu ihrer Beliebtheit beitrug. Durch ihren Einfluss gelangten Elemente der französischen Mode nach Böhmen; so sollen die spitzen Schnabelschuhe mit der Prinzessin nach Prag gekommen sein. Einen goldenen, edelsteinbesetzten Gürtel, den sie als Hochzeitsgeschenk erhielt, ließ Karl später umarbeiten. Aus ihm entstanden die Bügel der Wenzelskrone. Zu ihrem Gepäck gehörten ferner illuminierte französische Handschriften, die als Vorbild der Velislaus-Bibel gedient haben sollen.
Karl hielt sich nach wie vor viel in Italien auf, so dass Blanca in Böhmen oft allein blieb. Zeitweise lebte sie in der Burg Křivoklát, wo sie 1335 mit ihrer ersten Tochter Margarethe niederkam. Ganz im Gegensatz dazu erreichte ihre Schwiegermutter und amtierende Königin Beatrice de Bourbon, die ab 1336 in Prag lebte, nie die Anerkennung, die ihrem Rang zustand. Die Rivalität der beiden Frauen führte schließlich dazu, dass Blanca 1337 die Hauptstadt verließ und in die mährische Burg Špilberk übersiedelte, wohin sie als mährische Markgräfin nach Ansicht ihrer Schwiegereltern gehörte.

Karl hatte 1341 die Regentschaft für seinen nunmehr vollständig blinden Vater übernommen. Nach dessen Tod wurde das neue Königspaar am 2. September 1347 im Prager Veitsdom gekrönt. Blanca starb im folgenden Jahr. Als Todesursache kommt möglicherweise Tuberkulose in Betracht, dies ist jedoch bisher unbewiesen. Der Tod war für den jungen König ein harter Schlag, denn aus einer politischen Ehe hatte sich mit den Jahren eine harmonische, liebevolle Gemeinsamkeit entwickelt. Dennoch war der König gezwungen, sich möglichst schnell nach einer neuen Frau umzusehen, denn die Ehe war ohne einen männlichen Nachkommen geblieben. Aus der Ehe gingen zwei Töchter hervor: Margarethe (* 24. Mai 1335; † 1349) und Katharina (* August 1342; † 26. April 1395). Blanca Margarete von Valois liegt im Veitsdom begraben.

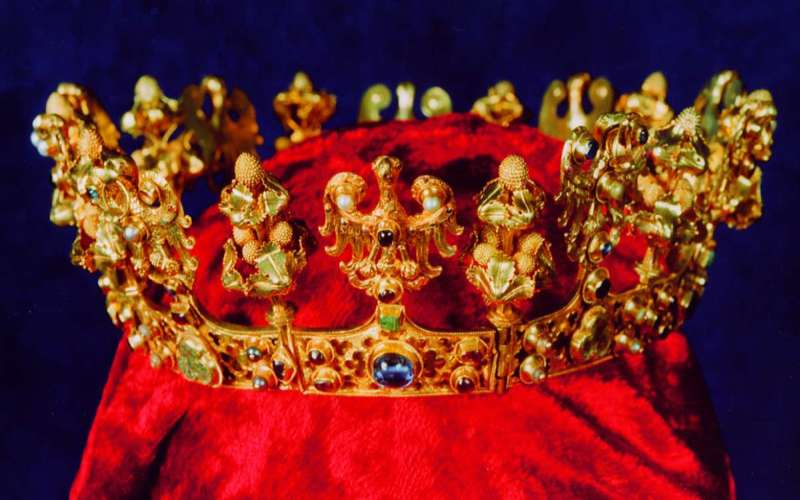
Korona sredzka

In den Jahren 1985 bis 1988 wurde der sogenannte Neumarkter Schatz in Środa Śląska entdeckt; er enthält nebst Münzen und Kleinodien ihre mutmaßliche Krone.